# 防蚊液

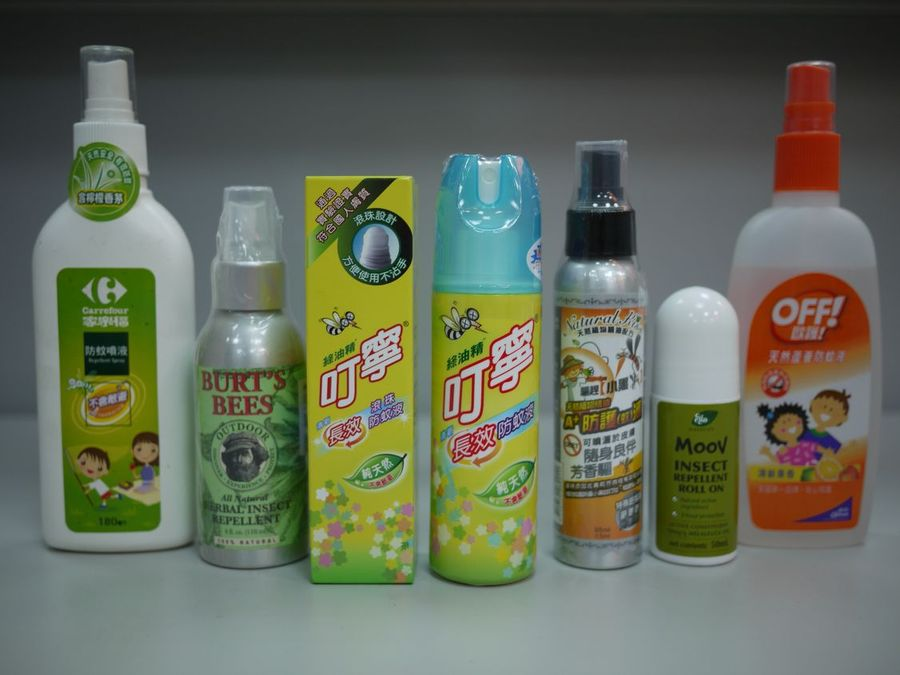
防蚊液

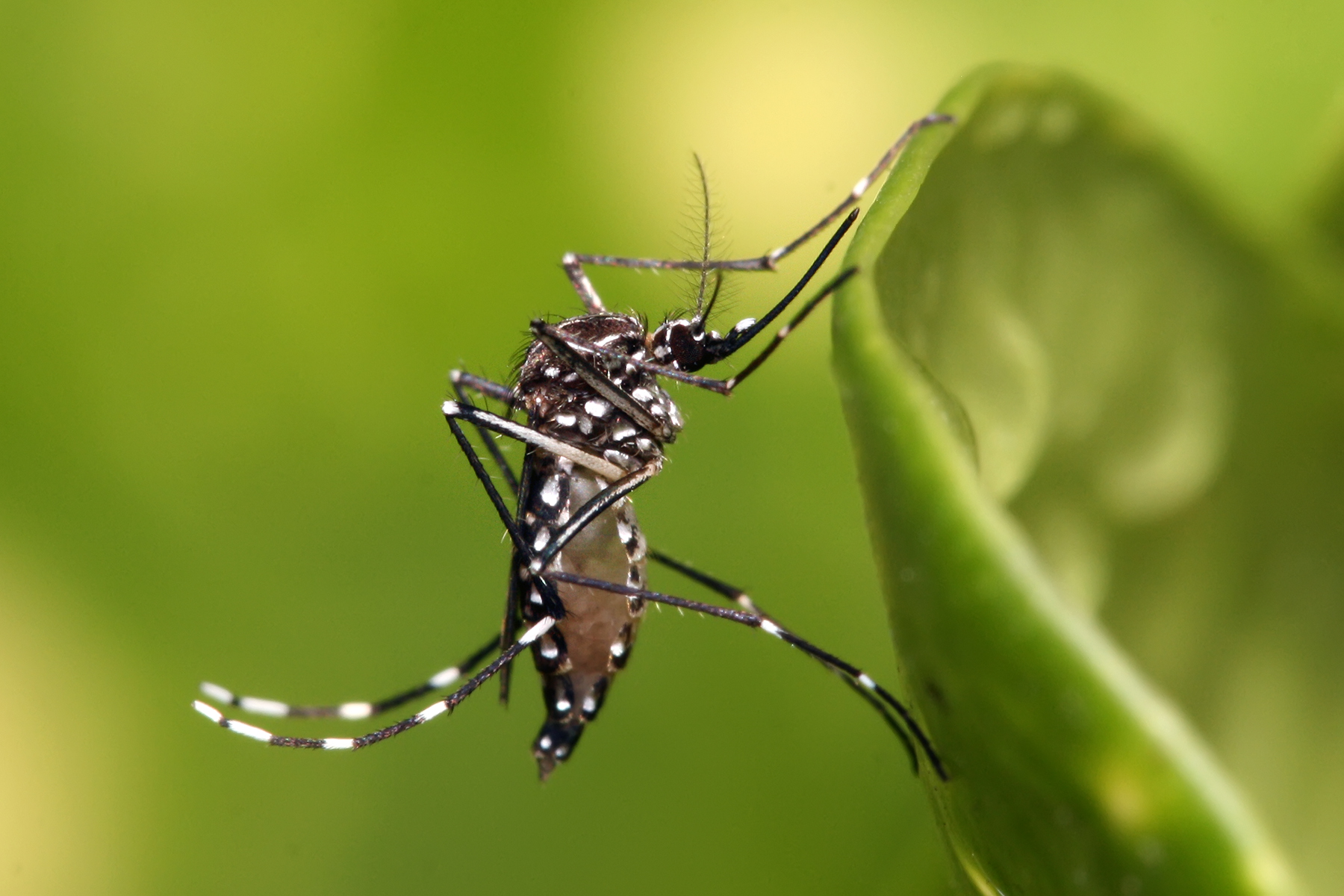
埃及斑蚊，登革熱傳播媒介

防蚊液（也被称为“驱蚊液”，“驱蚊水”等，在香港则普遍稱為蚊怕水），是一种用来涂抹在身体上、喷撒在衣物上来驱赶蚊子，躲避蚊子叮咬的产品。

## 驱蚊成分
美国疾病预防与控制中心建議有六种安全有效的驱蚊成分：
1. 避蚊胺（别称：待乙妥，英文名：diethyltoluamide，DEET），是一種人工化合物，為一種淡黃色的油性物質，早在20世纪50年代美军就在使用这种驱蚊成分。避蚊胺并不能杀死蚊子，它是通过干扰蚊子等触角的化学感应器使蚊子感到不适来达到驱蚊效果。
2. 派卡瑞丁（又译为埃卡瑞丁，英文名：Picaridin / Icaridin）
3. 驱蚊酯（又名伊默宁，英文名：IR3535）
4. 檸檬精油（英文名：Oil of Lemon Eucalyptus，OLE）
5. 檸檬桉醇（para-Menthane-3,8-diol，PMD），为OLE内含的成分
6. 2-十一烷酮（英语：2-Undecanone）(2-undecanone）。

除了上述幾種經過廣泛實驗認證的防蚊成分，市面上還常見主打成分天然的防蚊液。天然防蚊液通常選用植物精油作為主要成份，包括香茅、天竺葵、尤加利、白千層和丁香、貓薄荷、苦楝油。這些植物的精油的驅蚊特性通常較弱、有效時間較短，需經常補充。

## 防蚊液使用方式与安全性
美国疾病预防与控制中心认为：
1. 只要按产品标签说明使用，即使是孕妇和哺乳期女性亦可以安全的使用含有以上六种成分作为驱蚊成分的驱蚊液。
2. 婴幼儿使用时须按照产品标签说明使用。请勿给3岁以下的儿童使用含OLE、PMD成分的产品。请勿在儿童的手，眼睛，嘴，伤口或受刺激的皮肤上使用驱蚊液。